# Bence Tóth
Bence Tóth (Tapolca, 25 maggio 1998) è un calciatore ungherese, difensore dello Szeged 2011.

## Palmarès

### Club

#### Competizioni nazionali
- Campionato ungherese: 1

Videoton: 2017-2018